# Hapteen
Een hapteen is een klein molecuul dat kan dienen als epitoop, maar is op zichzelf niet in staat een antilichaamrespons op te wekken.
Hapteen speelt een belangrijke rol bij de primaire sensibilisatie van een bepaalde allergenen, dit is deel van de type 4 immunologische reactie.
De primaire sensibilisatie bestaat uit een aantal stappen:
- Een klein moleculair deeltje (hapteen) dringt de epidermis binnen.
- Het hapteen bindt zich aan een carrier protein, waarna het een volwaardig allergeen wordt.
- Het allergeen wordt gebonden aan de Langerhans-cellen. Hierdoor rijpen de Langerhans-cellen en migreren uit de huid naar de drainerende lymfeklieren. Hier presenteren de Langerhans-cellen het allergeen aan toevallig passerende T-lymfocyten. Als de T-celreceptor het allergeen herkent en er voldoende T-celstimulatie-verhogende factoren aanwezig zijn, zullen de naïeve T-cellen gestimuleerd worden om effectorcellen te vormen. Deze effector- T-lymfocyten zijn te onderscheiden in twee subpopulaties, de centrale effector-T-cellen (voorheen: memory-T-cellen die in de lymfeklier verblijven en het immunologische langetermijngeheugen vormen en perifere effector-T-cellen (voorheen: effectorcellen) die in het lichaam circuleren. Bij re-expositie aan het allergeen worden de centrale en perifere effector-T-cellen geactiveerd tot productie van onder andere lymfokinen, waardoor veel lymfocyten aangetrokken worden. Op die manier ontstaat de lokale ontsteking, die klinisch als contacteczeem zichtbaar is.[1][2]